# Aeroporto do Porto Santo

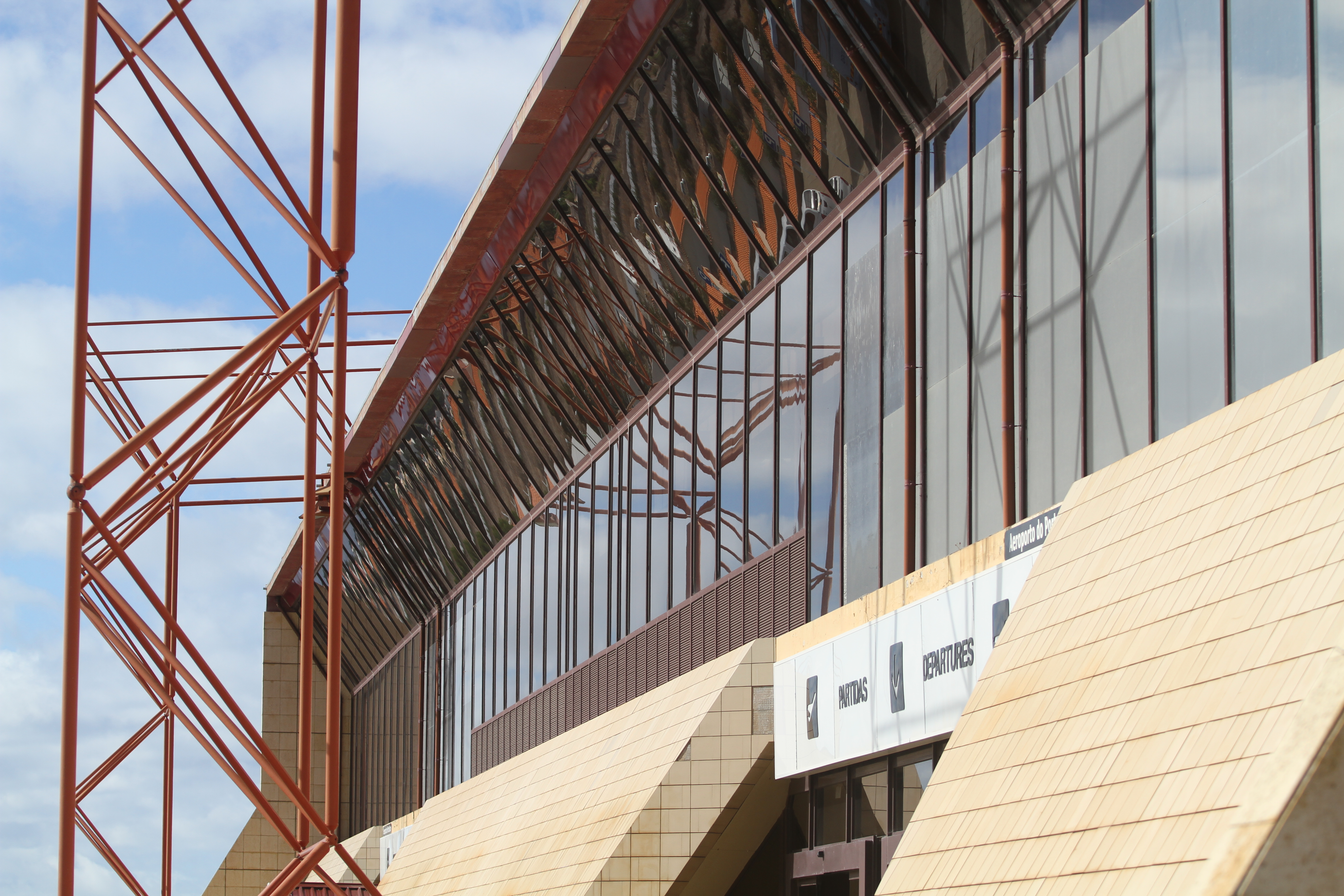
Entrada do terminal do Aeroporto do Porto Santo. A principal entrada da Ilha Dourada.

O Aeroporto do Porto Santo (código IATA: PXO; código ICAO: LPPS) é um aeroporto português situado na Ilha do Porto Santo, freguesia e concelho do Porto Santo, no arquipélago da Madeira. O Aeroporto possui uma pista, cuja orientação é 18-36. 
Além das ligações nacionais e internacionais, atualmente tem duas ligações diárias inter-ilhas operadas pela concessionária de serviço público Binter Canarias.

## Rotas operadas
| Companhia aérea      | Destino                                          |
| -------------------- | ------------------------------------------------ |
| Binter Canarias      | Funchal                                          |
| Azores Airlines      | Charter: Lisboa, Porto                           |
| Danish Air Transport | Charter sazonal: Billund, Copenhaga              |
| easyJet              | Lisboa, Porto                                    |
| Enter Air            | Charter: Funchal, Paris-Charles de Gaulle        |
| TAP Air Portugal     | Lisboa                                           |
| Thomson Airways      | Charter: Birmingham, Londres-Gatwick, Manchester |
| TUIfly Belgium       | Charter: Bruxelas                                |

## Movimento
Ver a consulta original do Wikidata.
| Ano  | Passageiros | Aeronaves | Mercadorias | Ref   |
| ---- | ----------- | --------- | ----------- | ----- |
| 2006 | 153 052     | 4 863     | 232 939 kg  | [ 3 ] |
| 2007 | 145 754     | 2 848     | 242 794 kg  | [ 3 ] |
| 2008 | 130 537     | 3 017     | 234 349 kg  | [ 3 ] |
| 2009 | 120 126     | 3 064     | 189 793 kg  | [ 3 ] |
| 2010 | 103 337     | 2 970     | 213 631 kg  | [ 3 ] |
| 2011 | 106 592     | 2 816     | 142 551 kg  | [ 3 ] |
| 2012 | 101 375     | 2 656     | 176 095 kg  | [ 3 ] |
| 2013 | 96 908      | 2 444     | 127 515 kg  | [ 3 ] |
| 2014 | 107 626     | 3 070     | 78 686 kg   | [ 4 ] |
| 2015 | 122 682     | 2 996     | 79 788 kg   | [ 5 ] |
| 2016 | 156 120     | 3 227     | 89 181 kg   | [ 6 ] |
| 2017 | 175 316     | 3 388     | 57 383 kg   |       |